# Kononivka, Bilovodsk
Kononivka (în ucraineană Кононівка) este localitatea de reședință a comunei Kononivka din raionul Bilovodsk, regiunea Luhansk, Ucraina.

## Demografie
Componența lingvistică a localității Kononivka
     Ucraineană (92,91%)
     Rusă (6,86%)
     Alte limbi (0,23%)
Conform recensământului din 2001, majoritatea populației localității Kononivka era vorbitoare de ucraineană (92,91%), existând în minoritate și vorbitori de rusă (6,86%).